# Andriana pyramidata
Andriana pyramidata är en insektsart som beskrevs av Rehn, J.A.G. 1929. Andriana pyramidata ingår i släktet Andriana och familjen torngräshoppor. Inga underarter finns listade i Catalogue of Life.